# Церковь Архангелов Михаила и Гавриила (Кудрино)
Церковь Архангелов Михаила и Гавриила (также Архангельская церковь) — руины православного храма Готской епархии XIV—XVIII века в селе Кудрино Бахчисарайского района Крыма, объект культурного наследия федерального значения. Находится в ведении Бахчисарайского музея-заповедника.

## Описание
Одноапсидная церковь базиликального типа размерами 12 м на 6 м (по другим данным 9,5 на 5,8 м), сложена из бутового камня, облицованного штучными тёсаными блоками, стены сохранились почти до карниза. Вход расположен с западной стороны, окна узкие, щелевидные, с пятигранной апсидой.

Время первоначальной постройки церкви неизвестно, началом её истории принято считать 1328 год по надписи на фрагменте надгробия, вставленного в стену здания «Почила раба божия Калана месяца августа 25 лета 6836», современный историк О. С. Яшная осторожно датирует храм концом XIV—XV веком, а восстановление в конце XVI века связывает с возможным предыдущим запустением. Известна надпись на руинах церкви, которая гласит
Возобновлен храм Божий архангела Михаила и Гавриила лета 7102, месяца апреля
 (это 1594 год). А. И. Маркевич и Д. М. Струков считали, что именно этот храм упоминается в грамоте Бориса Годунова о назначении жалования Московских царей, причем Д. М. Струков утверждал, что она была под опекой посольского приказа и получала постоянное жалование и «ругу» от Московских государей «издревле». Последняя известная надпись на греческом языке (…крайне безграмотная и небрежная) датируется 1622 годом. Существует мнение, что церковь была заброшена в 1778 году в связи с выселением христиан из Крыма, но она ещё фигурирует в ведомости 1783 года; уже как развалины храм упоминал в 1837 году Пётр Кеппен.
- Средневековое кладбище и храм в селе Шурю (Кудрино), 1913 год.
- Руины древней церкви (церкви архангелов Михаила и Гавриила). Деревня Шурю. Литография Дюпресоара по рисунку М. Б. Вебеля,1848 год
- Руины церкви архангелов Михаила и Гавриила в настоящее время